# Partito dei Socialisti della Repubblica di Moldavia
Il Partito dei Socialisti della Repubblica di Moldavia (in romeno Partidul Socialiștilor din Republica Moldova - PSRM; in russo: in russo Партия социалистов Республики Молдова?, Partija socialistov Respubliki Moldova) è un partito politico moldavo di orientamento socialista democratico, conservatore sociale e filo-russo fondato nel 1997.

## Ideologia e posizioni
Il partito si definisce socialista democratico. In materia fiscale si colloca a sinistra, mentre su tematiche socio-culturali come ruolo della famiglia e diritti LGBTQ è un partito conservatore, in contrasto rispetto ai partiti di sinistra dell'Europa occidentale. Esprime posizioni anti-NATO, anti-UE e filo-russe. Il partito sostiene la denominazione di "lingua moldava" per designare la lingua neolatina parlata nel Paese. Nonostante il sostegno del partito alla causa di una Moldavia indipendente, vari membri e deputati detengono la cittadinanza romena.

## Risultati
| Elezione          | Voti    | %     | Seggi    |
| ----------------- | ------- | ----- | -------- |
| Parlamentari 2014 | 327.912 | 20,51 | 25 / 101 |
| Parlamentari 2019 | 441.191 | 31,15 | 35 / 101 |
| Parlamentari 2021 | 398.675 | 27,17 | 22 / 101 |
| 1.                |         |       |          |

| Elezione           | Elezione | Candidato  | Voti    | %     | Esito                |
| ------------------ | -------- | ---------- | ------- | ----- | -------------------- |
| Presidenziali 2016 | I turno  | Igor Dodon | 680.550 | 47,98 | ✔️ Eletta/o          |
| Presidenziali 2016 | II turno | Igor Dodon | 834.081 | 52,11 | ✔️ Eletta/o          |
| Presidenziali 2020 | I turno  | Igor Dodon | 439.866 | 32,61 | ❌ Non eletta/o (2º) |
| Presidenziali 2020 | II turno | Igor Dodon | 690.614 | 42,28 | ❌ Non eletta/o (2º) |